# Вильсон, Даниэль
Даниэль Вильсон (фр. Daniel Wilson) (6 марта 1840 г., Париж — 13 февраля 1919 г., Лош) — французский политический деятель.
Был избран в 1869 году в качестве независимого кандидата в Законодательный корпус и занял место в рядах умеренной оппозиции.
После падения Второй империи он присоединился к той группе левой стороны, во главе которой стоял будущий президент Греви, на единственной дочери которого он потом женился. В качестве депутата Вильсон принимал особенное участие в обсуждении финансовых вопросов и в 1882 году был избран президентом бюджетной комиссии.
Пользуясь своим влиятельным и близким положением к президенту республики, Вильсон стал не совсем безукоризненным путем оказывать покровительство разным финансовым и промышленным предприятиям. Прикосновенность Вильсона к делу Каффареля о продаже орденов (1887 год), хотя и не доказанная на суде, вызвала такую бурю негодования в печати и обществе, что привела к выходу в отставку Греви. Встретив общее осуждение сотоварищей-депутатов, Вильсон оставил политическое поприще.